# Parafia Najświętszego Serca Jezusowego w Kadina
Parafia Najświętszego Serca Jezusowego w Kadina – parafia rzymskokatolicka, należąca do diecezji Port Pirie, erygowana w 1866 roku.
Parafia na swoim terytorium posiada trzy kościoły: 
- Kościół Najświętszego Serca Jezusowego w Kadina
- Kościół św. Franciszka z Asyżu w Moonta
- Kościół Najświętszej Maryi Panny Gwiazdy Morza w Wallaroo